# Libertador General San Martín
Pour les articles homonymes, voir Libertador.
Libertador General San Martín est une ville de la province de Jujuy et le chef-lieu du département de Ledesma en Argentine.
La ville est située à 106 km de San Salvador de Jujuy à l'entrée du parc national Calilegua.

## Population
Au recensement de 2001, la ville comptait 43.725 habitants.